# My School President
My School President (tiếng Thái: แฟนผมเป็นประธานนักเรียน; RTGS: Faen Phom Pen Prathan Nakrian; tạm dịch: Người yêu tôi là Chủ tịch Hội học sinh) là một bộ phim truyền hình Thái Lan phát sóng năm 2022–2023 với sự tham gia của Norawit Titicharoenrak (Gemini) và Nattawat Jirochtikul (Fourth). Bộ phim dựa trên bộ tiểu thuyết cùng tên của tác giả Pruesapha.
Bộ phim được đạo diễn bởi Kornprom Niyomsil và sản xuất bởi GMMTV. Đây là một trong 22 dự án phim truyền hình cho năm 2022 được GMMTV giới thiệu trong sự kiện "GMMTV 2022 Borderless" vào ngày 1 tháng 12 năm 2021. Bộ phim được phát sóng vào lúc 20:30 (ICT), thứ Sáu trên GMM 25 và có mặt trên nền tảng trực tuyến Viu vào 22:30 (ICT) cùng ngày, bắt đầu từ ngày 2 tháng 12 năm 2022.. Bộ phim kết thúc vào ngày 24 tháng 2 năm 2023.

## Nội dung
Gun (Nattawat Jirochtikul) là Chủ tịch CLB Âm nhạc của trường với ước mơ chiến thắng cuộc thi Hot Wave. Tuy nhiên, giấc mơ của cậu sắp tan thành mây khói khi CLB chuẩn bị bị giải tán. Vì thế, cậu nhờ đến sự giúp đỡ của Tinn (Norawit Titicharoenrak), Chủ tịch Hội học sinh đẹp trai, tài giỏi, có mẹ là Hiệu trưởng của trường. Hơn nữa, Gun lại là người mà Tinn thầm thích bấy lâu. Lần này, Tinn quyết tâm phải giúp Gun chiến thắng cuộc thi để cậu có thể ngỏ lời yêu với Gun.

## Diễn viên

### Diễn viên chính
- Norawit Titicharoenrak (Gemini) vai Tinn
- Nattawat Jirochtikul (Fourth) vai Gun

### Diễn viên phụ
- Thanawin Pholcharoenrat (Winny) vai Win
- Kittiphop Sereevichayasawat (Satang) vai Sound
- Arun Asawasuebsakul (Ford) vai Por
- Teepakorn Kwanboon (Prom) vai Pat
- Pheerawit Koolkang (Captain) vai Yo
- Pakin Kuna-anuvit (Mark) vai Tiwson
- Napat Patcharachavalit (Aun) vai Khajorn
- Sarocha Watittapan (Tao) vai Potjanee (mẹ của Tinn)
- Gosin Rachakrom (Go) vai bố của Tinn
- Pijika Jittaputta (Lookwa) vai Gim (mẹ của Gun)

### Khách mời
- Thakorn Promsatitkul (Lotte) vai Yak (Tập 1, 7, 9, 11)
- Sivakorn Lertchuchot (Guy) vai MC Hot Wave (Tập 1, 2, 8, 10, 11)
- Jirapat Uttamanan (Khunnote) vai Giáo viên cố vấn (Tập 4, 5, 8, 11, 12)
- Kittipat Chalaragse (Golf) vai Giám đốc Âm nhạc (Tập 5)
- Aphichaya Kamnoetsirikun (Atom) vai Nook (Tập 7, 12)

## Nhạc phim
| Tên bài hát                                          | Thể hiện | Tập xuất hiện | Ghi chú                   | Ref.   |
| ---------------------------------------------------- | --- | ------------- | ------------------------- | ------ |
| ไหล่เธอ (You’ve Got Ma Back) (Lai Thoe)               | Nattawat Jirochtikul (Fourth) Arun Asawasuebsakul (Ford) Kittipop Sereevichayasawat (Satang) Thanawin Pholcharoenrat (Winny) | Tập 4         | Nhạc mở đầu (Tập 1 - 6)   | [ 4 ]  |
| อีกนิด (Come Closer) (Ik Nit)                          | Arun Asawasuebsakul (Ford) | Tập 3         | Nhạc kết (Tập 1 - 6)      | [ 5 ]  |
| ง้อว (Smile Please) (Ngow)                            | Nattawat Jirochtikul (Fourth) Norawit Titicharoenrak (Gemini) Arun Asawasuebsakul (Ford) Kittiphop Sereevichayasawat (Satang) Thanawin Pholcharoenrat (Winny) Pakin Kua-anuvit (Mark) Pheerawit Koolkang (Captain) Teepakorn Kwanboon (Prom) | Tập 7         | Nhạc mở đầu (Tập 7 - 9)   | [ 6 ]  |
| เพลงรัก (Hook) (Phleng Rak)                           | Norawit Titicharoenrak (Gemini) | Tập 9         | Nhạc kết (Tập 7 - 9)      | [ 7 ]  |
| ถ้าไม่ใช่ (No One Else Like Me) (Tha Mai Chai)          | Kittipop Sereevichayasawat (Satang) | Tập 9         |                           | [ 8 ]  |
| พูดได้ไหม (Let Me Tell You) (Phut Dai Mai)             | Nattawat Jirochtikul (Fourth) | Tập 10        |                           | [ 9 ]  |
| รักษา (Healing) (Rak Sa)                              | Norawit Titicharoenrak (Gemini) Nattawat Jirochtikul (Fourth) Arun Asawasuebsakul (Ford) Kittipop Sereevichayasawat (Satang) | Tập 11        |                           | [ 10 ] |
| ก้อนหินกับดวงดาว (Rock & Star) (Kon Hin Kap Duang Dao)  | Nattawat Jirochtikul (Fourth) | Tập 12        | Nhạc mở đầu (Tập 10 - 12) | [ 11 ] |
| แค่ครั้งเดียว (Once Upon a Time) (Khae Krang Diao)       | Norawit Titicharoenrak (Gemini) Nattawat Jirochtikul (Fourth) Arun Asawasuebsakul (Ford) Kittiphop Sereevichayasawat (Satang) | Tập 12        | Nhạc kết (Tập 10 - 12)    | [ 12 ] |
| อยากร้องดังดัง (Cover) (Yak Rong Dang Dang)             | Nattawat Jirochtikul (Fourth) Arun Asawasuebsakul (Ford) | Tập 1         |                           | [ 13 ] |
| น้ำลาย (Cover) (Nam Lai)                              | Nattawat Jirochtikul (Fourth) Arun Asawasuebsakul (Ford) | Tập 1         |                           | [ 14 ] |
| ข้างกัน (Cover) (Khang Kan)                            | Norawit Titicharoenrak (Gemini) Nattawat Jirochtikul (Fourth) | Tập 2         |                           | [ 15 ] |
| ฟัง (Cover) (Fang)                                    | Nattawat Jirochtikul (Fourth) Arun Asawasuebsakul (Ford) Kittipop Sereevichayasawat (Satang) Thanawin Pholcharoenrat (Winny) Pijika Jittaputta (Lookwa)                                                                                      | Tập 5         |                           | [ 16 ] |
| เพื่อนเล่นไม่เล่นเพื่อน (Cover) (Phuean Len Mai Len Phuean) | Nattawat Jirochtikul (Fourth) Arun Asawasuebsakul (Ford) Kittipop Sereevichayasawat (Satang) | Tập 6         |                           | [ 17 ] |
| เพื่อนเล่นไม่เล่นเพื่อน (Cover) (Phuean Len Mai Len Phuean) | Nattawat Jirochtikul (Fourth) | Tập 8         |                           | [ 18 ] |

## Giải thưởng và đề cử
| Năm  | Giải thưởng                             | Hạng mục                          | Nhân vật/Tác phẩm được đề cử                                  | Kết quả   | Ref.   |
| ---- | --------------------------------------- | --------------------------------- | ------------------------------------------------------------- | --------- | ------ |
| 2023 | 8th Golden Ginnaree Public Honor Awards | Best Couple Artists               | Norawit Titicharoenrak (Gemini) Nattawat Jirochtikul (Fourth) | Đoạt giải | [ 19 ] |
| 2023 | 4th Thailand Master Youth               | Young Favourite Actor             | Norawit Titicharoenrak (Gemini) Nattawat Jirochtikul (Fourth) | Đoạt giải | [ 20 ] |
| 2023 | 17th KAZZ Awards                        | Hottest Artist Award              | Norawit Titicharoenrak (Gemini) Nattawat Jirochtikul (Fourth) | Đoạt giải | [ 21 ] |
| 2023 | 17th KAZZ Awards                        | Most Trending on Social Media     | My School President                                           | Đoạt giải | [ 21 ] |
| 2023 | Mint Awards 2023                        | Breakthrough Cast of the Year     | My School President                                           | Đoạt giải | [ 22 ] |
| 2023 | Mint Awards 2023                        | Entertainment Program of the Year | My School President                                           | Đoạt giải | [ 22 ] |